# Морикони, Сальваторе
Сальвато́ре Морико́ни (итал. Salvatore Moriconi; 6 марта 1914 — 8 апреля 1938) — итальянский офицер, танкист, участник гражданской войны в Испании.

## Биография
Родился в городе Терни региона Умбрия, Королевство Италия.
Командир танкового взвода 4-го танкового полка младший лейтенант Сальваторе Морикони отличился в Арагонской операции во время гражданской войны в Испании. Погиб в бою на шоссе к городу Черта. Посмертно награждён золотой медалью «За воинскую доблесть».
Из представления к награде:

Командир танкового взвода, дерзкий, смелый и решительный, даже в самых тяжёлых испытаниях, всегда первый в наиболее рискованных делах, уже успел отличиться во всех боевых действиях на арагонском фронте. В бою по дороге к Черту геройски отдал свою молодую жизнь, обеспечив на своём танке защиту сильно потрёпанного соединения и эвакуацию убитых и раненых. Неоднократно раненый, не вышел из боя, с высокой верой и щедрым духом самопожертвования, пока не упал сражённым в голову.
Шоссе на Черту, 8 апреля 1938.
Оригинальный текст (итал.)Comandante di un plotone carri d’assalto, ardito, audace e sereno anche nelle circostanze più gravi della lotta, sempre primo nelle azioni più rischiose, già distintosi in tutti i combattimenti sul fronte di Aragona, durante il combattimento sulla strada di Cherta, faceva olocausto della sua giovane vita, con supremo atto di puro eroismo, provvedendo col suo carro alla difesa di reparti già fortemente decimati ed al recupero dei morti e dei feriti. Ferito egli stesso da molteplici schegge, non desisteva dall’opera assunta con generosa fede e sublime spirito di sacrificio, finché cadeva colpito in piena fronte.

Strada per Cherta, 8 aprile 1938.

## Награды
- Золотая медаль «За воинскую доблесть» (1939, посмертно)
- Серебряная медаль «За воинскую доблесть» (1938, посмертно)
- Военная медаль (Испания)